# منتخب رومانيا لكرة الطائرة للسيدات
منتخب رومانيا الوطني لكرة الطائرة للسيدات (بالرومانية: Echipa națională de volei feminin a României)‏ هو ممثل رومانيا الرسمي في المنافسات الدولية في كرة طائرة في فئة كرة الطائرة للسيدات.